# Ichirō Suzuki
Ichirō Suzuki (鈴木 一朗?, Suzuki Ichirō; Kasugai, 22 ottobre 1973) è un ex giocatore di baseball giapponese. È stato introdotto nella National Baseball Hall of Fame nel 2025.

## Carriera

### Nippon Professional Baseball
Prima di approdare nella MLB, Suzuki disputò una carriera di alto livello con gli Orix BlueWave (ora denominati Orix Buffaloes) nella Pacific League in Nippon Professional Baseball. Dal 1992, quando aveva 18 anni, al 2000, venne premiato per tre volte come miglior giocatore della lega e convocato all'All-Star per sette edizioni consecutive dal 1994 al il 2000. Chiuse la carriera in patria con 1.278 valide e una media battuta di .353. Nel novembre 2000 Suzuki firmò un contratto triennale del valore di 13 milioni di dollari con i Seattle Mariners.

### Major League Baseball

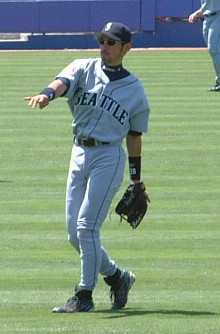
Ichirō nel luglio 2001

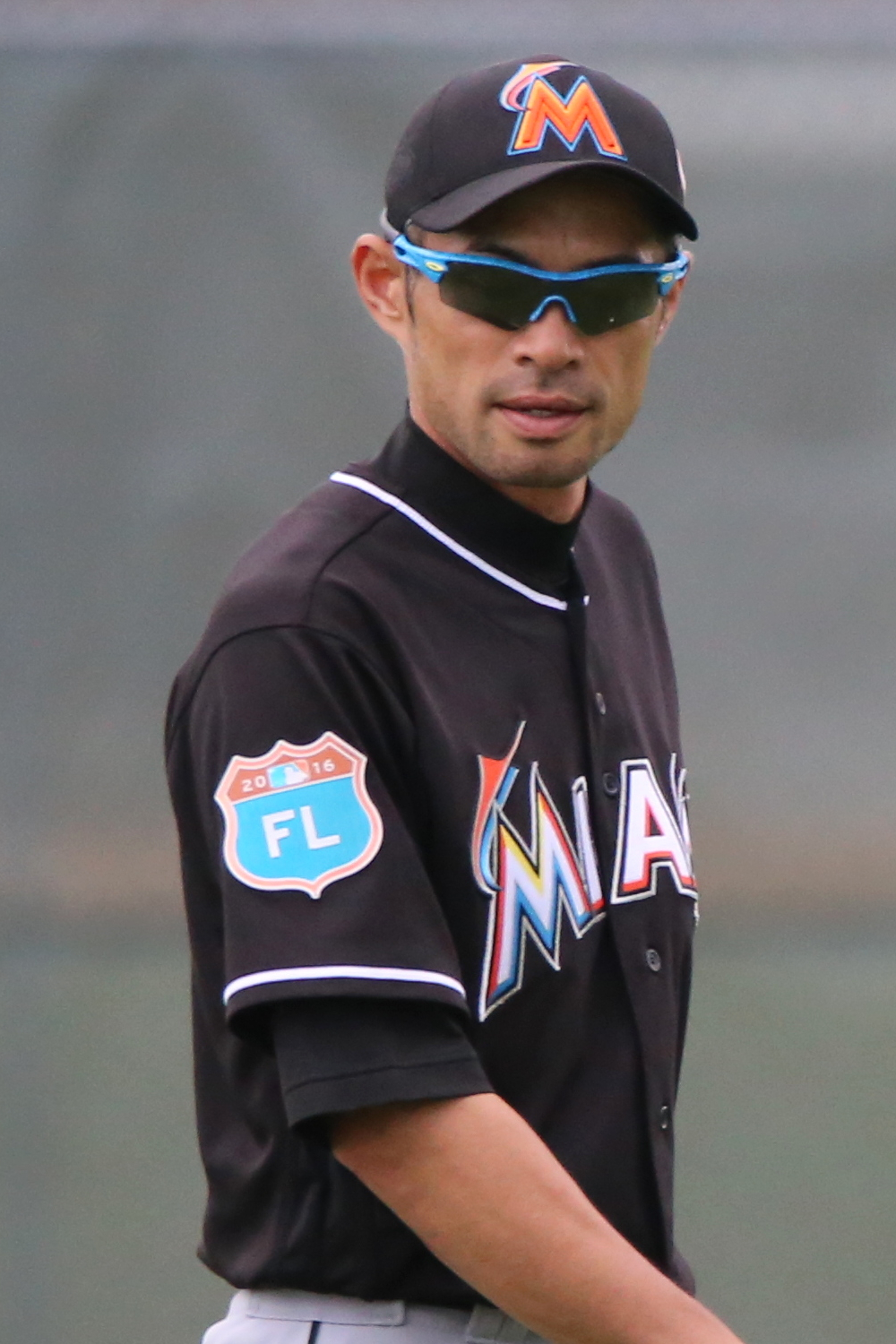
Ichirō con i Marlins nel 2016

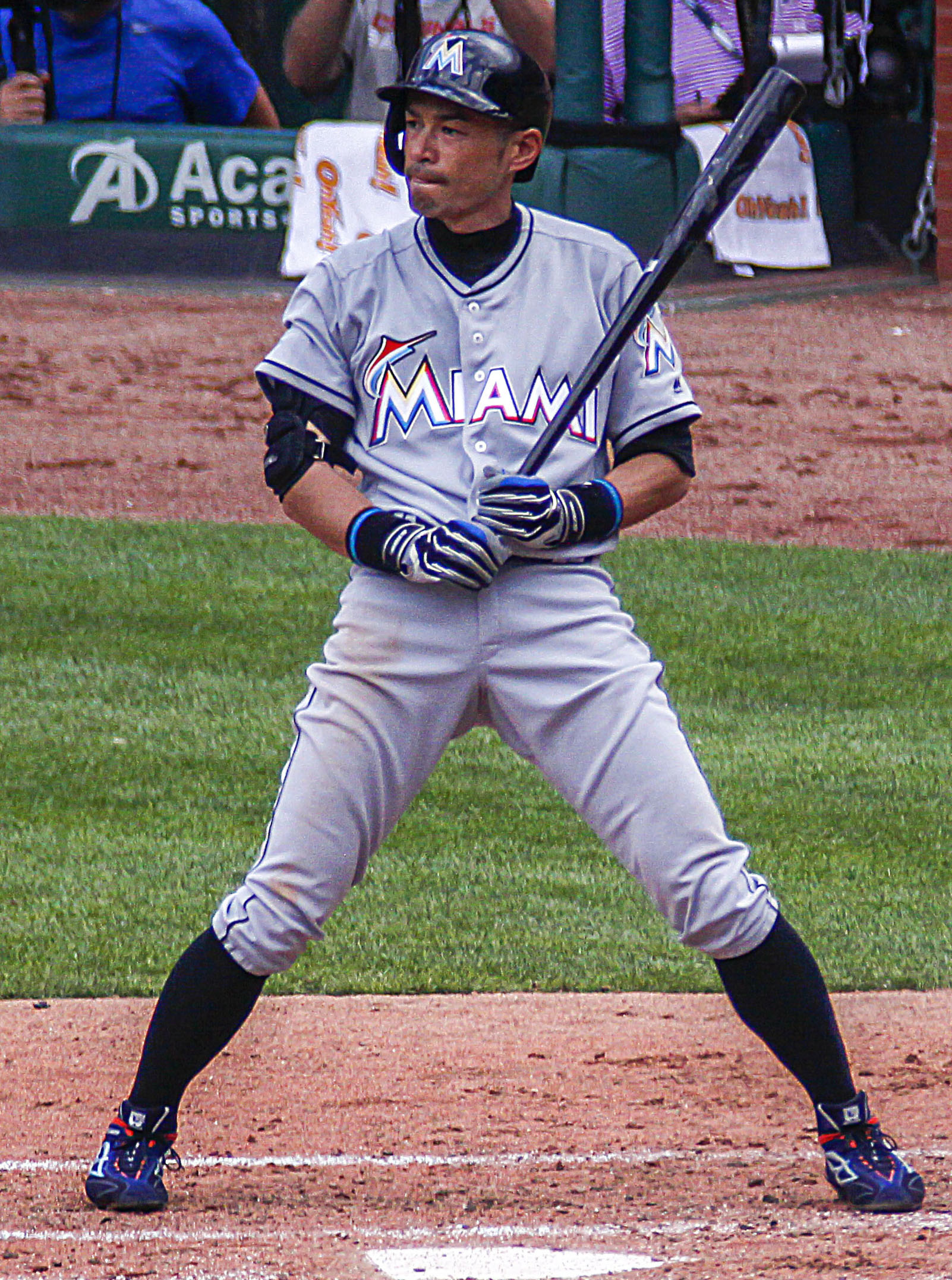
Ichirō con i Marlins nel 2017

#### Seattle Mariners (2001-2012)
Suzuki approdò negli Stati Uniti d'America nel 2001 e divenne il primo giocatore di posizione nato in Giappone a far parte della lega nordamericana. Allo stesso modo in cui molte squadre giapponese considerarono Ichiro troppo minuto nel Draft 1992, molti americani ritennero si sarebbero rivelato troppo fragile per competere contro i lanciatori della Major League e per sostenere una stagione regolare di 162 gare.
Dopo non avere espresso alcuna preferenza per il numero di uniforme da indossare, a Ichiro fu assegnato il numero 51 dai Mariners. Il giocatore inizialmente fu esitante perché esso era stato precedentemente indossato dalla stella Randy Johnson. Per evitare di offenderlo, Ichiro inviò un messaggio personale a Johnson promettendo di non "disonorare" l'uniforme. Tali dubbi si rivelarono infondati, poiché disputò una stagione 2001 di alto livello, stabilendo un record per un rookie con 242 valide, il massimo per qualsiasi giocatore della MLB dal 1930. Le sue innumerevoli vittorie del Guanto d'oro come miglior difensore nel suo ruolo portarono a soprannominare il lato destro del campo del Safeco Field "Area 51".
Debuttò nella MLB il 2 aprile 2001, al Safeco Field di Seattle contro gli Oakland Athletics, battendo la sua prima valida nel primo lancio.
Con una media battuta di .350 e 56 basi rubate a fine stagione, Ichiro fu il primo giocatore a guidare la sua lega in entrambe le categorie da Jackie Robinson nel 1949. La stagione vide due strisce di gare consecutive con almeno una valida rispettivamente di 25 e 23 partite, un'apparizione sulla copertina di Sports Illustrated e un'intensa attenzione dei media su entrambe le sponde del Pacifico. Tifosi dal Giappone pagarono tour da 2.000 dollari a volte solo per vedere le partite di Ichiro. Furono inoltre assegnati accrediti per i media a oltre 150 reporter e fotografi giapponesi.
Aiutato dalla decisione della Major League Baseball di consentire le votazione per l'All-Star Game in Giappone, Ichiro fu il primo rookie a guidare tutti i giocatori in votazioni per l'All-Star 2001. A fine anno fu premiato come MVP dell'American League e come rookie dell'anno della lega, diventando così il secondo giocatore della storia (dopo Fred Lynn) a ricevere entrambi i premi nella stessa stagione. Ichiro è inoltre l'unico giocatore ad avere vinto i premi di MVP, Rookie dell'anno, Guanto d'oro, Silver Slugger Award ed essere partito come titolare nell'All-Star Game nella stessa stagione.
Il 2001 fu una stagione regolare di eccezionale successo per la franchigia dei Seattle Mariners, che pareggiarono il record dei Chicago Cubs del 1906 con 116 vittorie. Nella sua unica apparizione ai playoff con i Mariners, Ichiro continuò a battere con regolarità, terminando con una media di .600 nelle American League Division Series contro i Cleveland Indians. La stagione di Seattle si chiuse però contro i New York Yankees nelle American League Championship Series, con Ichiro che fu tenuto a .222 in battuta. Il manager degli Yankees Joe Torre disse ai suoi lanciatori: "Non lasciate che Ichiro vi batta. È la chiave dell'attacco di Seattle". Informato di tale dichiarazione, Ichiro affermò: "Se fosse vero, mi darebbe grande gioia. Ma non credo abbia ragione".
Nel 2004, con 262 battute valide, stabilì il record MLB per valide in una stagione, migliorando il primato esistente che apparteneva a George Sisler e che resisteva da ben 84 anni (Sisler batté 257 valide nella stagione 1920). Ichiro è stato il primo giocatore militante in MLB a essere introdotto nella Hall of Fame del baseball giapponese. Fu anche chiamato a partecipare all'All-Star Game in ciascuna delle sue prime dieci stagioni MLB.

#### New York Yankees (2012-2014)
Nel luglio 2012 venne ceduto dai Seattle Mariners ai New York Yankees, in cambio di Danny Farquhar e D.J. Mitchell, dove rimase fino al termine della stagione 2014.

#### Miami Marlins (2015-2017)
Nel gennaio 2015 firmò come free agent per i Miami Marlins; il suo contratto durò fino alla stagione 2016, con opzione di prolungamento per la stagione 2017.
Il 7 agosto 2016, Ichiro batté la Club delle 3.000 valide della sua carriera nella MLB al Coors Field contro i Colorado Rockies. Fu il secondo giocatore a tagliare quel traguardo con un triplo, dopo l'Hall of Famer Paul Molitor. L'ultimo giorno della stagione, il 2 ottobre 2016, disputò la gara numero 2.500 nella MLB. Ichiro e Pete Rose sono gli unici giocatori della storia della MLB ad avere raggiunto tale numero di presenze nelle loro prime 16 stagioni.
Il 6 luglio 2017 Ichiro batté due singoli contro i St. Louis Cardinals, salendo a quota 3.054 e superando il panamense Rod Carew come leader di tutti i tempi della MLB in valide per i giocatori non nati negli Stati Uniti. Il 3 novembre 2017 divenne free agent.

#### Ritorno a Seattle e ritiro (2018-2019)
Il 7 marzo 2018 Ichiro firmò un contratto di un anno per fare ritorno ai Seattle Mariners. Il 3 maggio Ichiro fu svincolato dalla squadra come giocatore e contestualmente introdotto nella dirigenza dei Mariners, nel ruolo di assistente speciale. L'11 maggio Ichiro fu chiamato a sostituire in panchina, il coach Many Acta, chiamato a sua volta a sostituire il manager Scott Servais, assente per assistere alla laurea della figlia. Intervistato, Suzuki non ha escluso il ritorno per la stagione 2019 nelle vesti di giocatore, dichiarando che si ritirerà "solo quando inizierà a usare un bastone da passeggio".
Il 23 gennaio 2019 Ichiro rifirmò con i Mariners con un contratto di minor league e un invito allo spring training incluso. Il 21 marzo 2019, dopo aver disputato le prime due partite della stagione regolare 2019, che si sono svolte al Tokyo Dome in Giappone tra i Mariners e gli Athletics, Ichiro si è ritirato dal professionismo.

## Stile di battuta
- Ichiro è noto per la sua particolare abilità di indirizzare le sue battute valide nella regione interna del diamante. Nel 2004 ha infatti eseguito 59 valide in campo interno piazzandosi al primo posto in MLB.
- Oltre alla sua alta velocità di corsa, un altro fattore che ha permesso tante valide di quel tipo è il suo stile di battuta: quando era ancora giovane, nonostante fosse destro decise di posizionarsi nel box di battuta in posizione mancina, il che consente di avere una minor distanza dal cuscino di prima base e quindi di dover correre meno per arrivare appunto in prima; inoltre nella prima fase della battuta esegue lo stride verso la prima base.
- La sua posizione di attesa del lancio è una delle più riconoscibili nel baseball (si veda la foto a fianco: posiziona il braccio destro disteso verso il lanciatore indirizzandovi la mazza, successivamente con la mano sinistra si distende la manica destra della divisa). Esegue queste mosse prima di ogni lancio.
- Un giornalista del New York Times ha scritto che la predisposizione di Ichiro di battere singoli avrebbe potuto portarlo a superare Joe DiMaggio nel record di 56 partite consecutive con almeno una battuta valida, fatto registrare tra il maggio ed il luglio del 1941[18].

## Palmarès

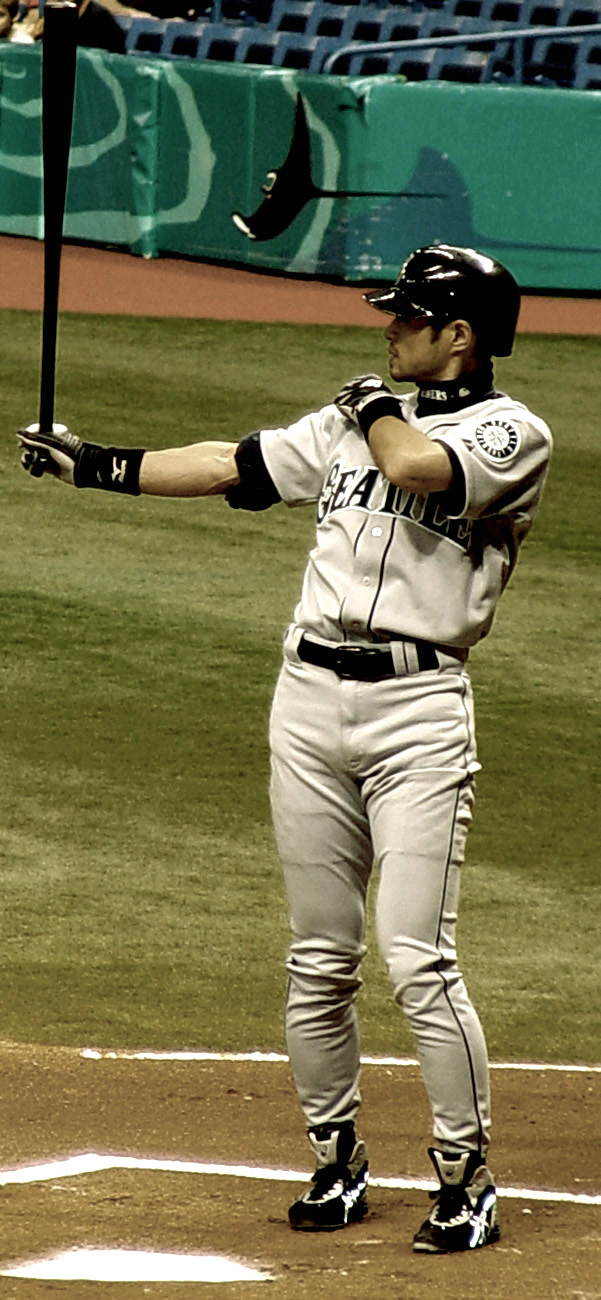
La celebre posizione di attesa di Ichirō Suzuki

### Major League Baseball
- MVP dell'American League: 1

2001
- MLB All-Star: 10

2001–2010
- MVP dell'All-Star Game: 1

2007
- Guanti d'oro: 10

2001–2010
- Silver Slugger Award: 3

2001, 2007, 2009
- Miglior battitore della MLB: 2

2001, 2004
- Leader della MLB in basi rubate: 1

2001
- Leader dell'American League in valide: 7

2001, 2004, 2006-2010
- Rookie dell'anno dell'American League - 2001
- Club delle 3.000 valide
- Giocatore del mese dell'AL: 1

agosto 2004
- Rookie del mese dell'AL: 4

aprile, maggio, agosto e settembre 2001
- Giocatore della settimana: 5

8 agosto 2004 (AL), 4 giugno 2006, 26 settembre 2010, 23 settembre 2012, 7 agosto 2016 (NL)
- National Baseball Hall of Fame - classe del 2025

### Club
- Japan Series: 1

Orix BlueWave: 1996

### Individuale
- NPB All-Star: 7

1994–2000
- MVP dell'Pacific League: 3

1994–1996
- Guanti d'oro NPB: 7

1994–2000
- Miglior battitore della Pacific League: 7

1994–2000
- Leader della Pacific League in basi rubate: 1

1995
- Leader della Pacific League in punti battuti a casa: 1

1995

### Nazionale
- World Baseball Classic: 2 Medaglie d'Oro

Team Giappone: 2006, 2009

## Nazionale

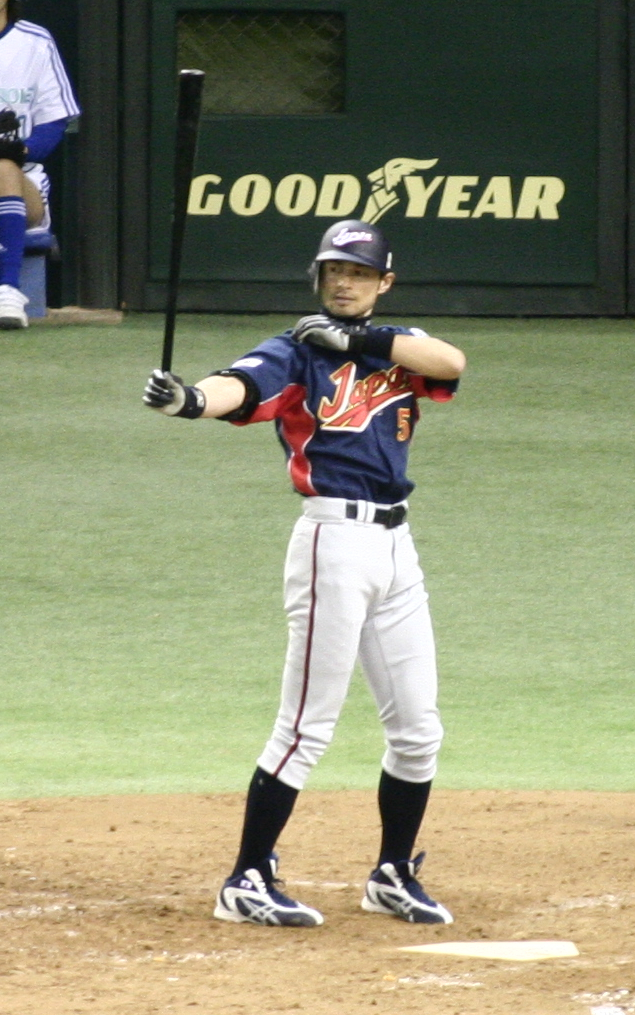
Ichirō Suzuki con la nazionale giapponese durante il World Baseball Classic 2006

Con la nazionale di baseball del Giappone disputò il World Baseball Classic 2006 e 2009.